# Catoptria orientellus
Catoptria orientellus là một loài bướm đêm trong họ Crambidae.